# 里蒂昆卡山
14°21′29″S 69°44′03″W / 14.35806°S 69.73417°W
里蒂昆卡山（Riticunca），是秘魯的山峰，位於該國東南部普諾大區，由克魯塞羅區和帕坦布科區負責管轄，屬於安地斯山脈的一部分，海拔高度5,000米。